# کمان بلند

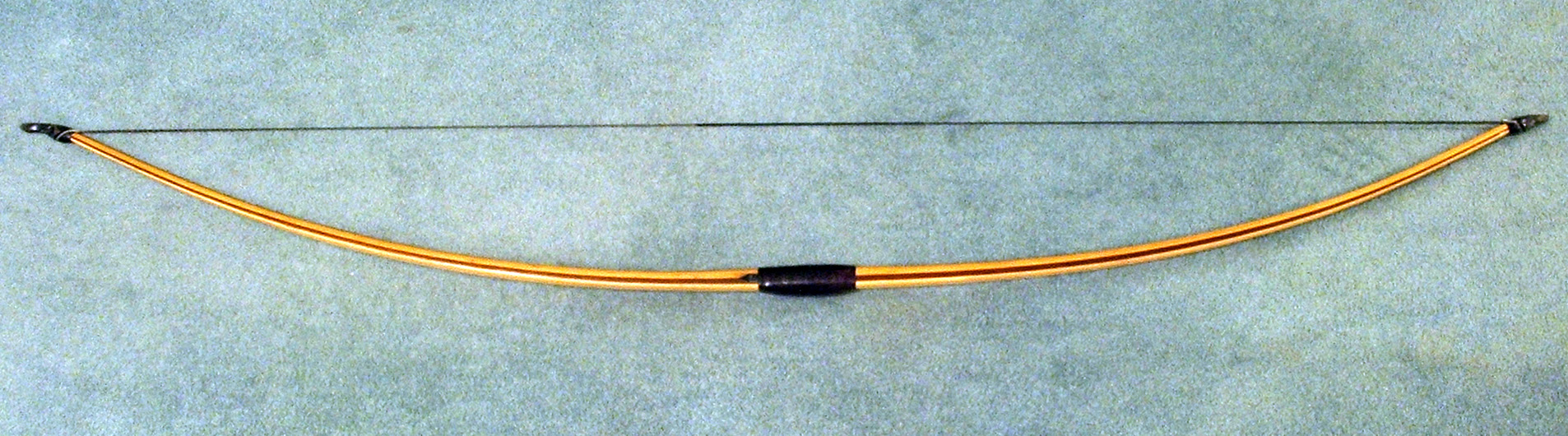
یک کمان بلند چوبی. ساختهٔ سال ۲۰۱۳

کمان بلند (انگلیسی: Longbow) نوعی از کمان‌های دراز است که امکان کشش طولانی‌تر کمان را فراهم می‌کند. کمان بلند کمانش (انحنا) قابل توجهی ندارد. بازوهای کمان، باریک و مقطع آن دایره‌ای یا به شکل حرف D است. کمان‌های تخت نیز می‌توانند به همان بلندی باشند، اما در مقطع عرضی، بازوهای کمان تخت تقریباً مستطیل‌شکل هستند.
کمان‌های بلند برای شکار و جنگ از چوب‌های مختلف بسیاری در فرهنگ‌های متعدد ساخته شده‌اند. در اروپا، قدمت این کمان‌ها به دوره پارینه‌سنگی برمی‌گردد و از دوران عصر برنز، عمدتاً از چوب سرخدار اروپایی، یا در صورت عدم دسترسی به آن، از ملچ ساخته می‌شدند. از نظر تاریخی کمان بلند یک کمان تک‌پارچه بود که از یک تکه چوب ساخته می‌شد، اما کمان‌های بلند امروزی ممکن است از مواد نوین یا با چسباندن چوب‌های مختلف به یکدیگر نیز ساخته شوند.